# Caterpillar 740 Ejector
O Caterpillar 740 Ejetor é um caminhão articulado de 3 eixos, produzido pela multinacional americana Caterpillar Inc.
O caminhão é voltado para a mineração pesada. Conta com uma carga útil de 42 toneladas levando 14 segundos para ejetar totalmente a caçamba.